# 2009 في بلغاريا
فيما يلي قوائم الأحداث التي وقعت خلال عام 2009 في بلغاريا.

## سياسة

### تعيين في المنصب
- 27 يوليو – بويكو بوريسوف رئيس وزراء بلغاريا [الإنجليزية]‏.
- 27 يوليو – روسن بليفنلييف Ministry of Regional Development and Public Works  [لغات أخرى]‏.

## رياضة
- 13 يونيو – الدوري البلغاري الممتاز 2008-09 الفائز ليفسكي صوفيا.

## وفيات

### نوفمبر
- 26 نوفمبر – نيكولا كوفاشيف (مواليد 1934) لاعب كرة قدم بلغاري.